# Torre dei Cova
La Torre dei Cova è una tipica costruzione difensiva medioevale fatta edificare dall’omonima famiglia nella seconda metà del 1200, a protezione del castello e del paese di Felizzano, in provincia di Alessandria.
In tempi recenti, viene spesso identificata semplicemente con il nome di “Torre di Felizzano” .
Si trova nel centro del paese, a pochi passi dall’antica e storica Chiesa di San Pietro, le cui origini sono attestate al 1195.
La mattina del 29 luglio 2013, una bufera di vento ha sollevato la copertura in tegole e legno della Torre, facendola volare nel cortile della farmacia sottostante.

## Descrizione
L'edificio palesa il classico stile delle costruzioni difensive del XIII – XIV secolo, presentando una massiccia base quadrata con un’altezza di 26 metri.
È caratterizzato da alcune bellissime monofore, ossia aperture longitudinali su cui gravitano gli archi. Al suo interno sono particolari i soffitti, caratterizzati dalla presenza di riquadri incavati, detti a cassettone o a lacunare . Le feritoie a strombo presentano lo stipite tagliato obliquamente verso l'esterno dell’edificio, formando una sezione a trapezio. 
Le finestre sono strette e sono caratterizzate da merlatura ghibellina. Tipiche dello stile medioevale astigiano-monferrino sono anche le finestre ad arco con sezione semicircolare unica, presenti nei due piani superiori.

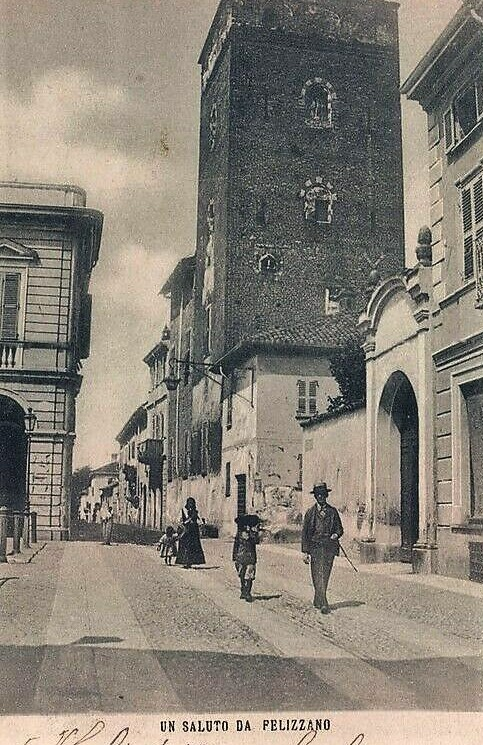
Torre dei Cova nel 1867